# Ubisoft Kyiv
Ubisoft Kyiv (Ubisoft Kiev hasta 2019) es un estudio desarrollador de videojuegos ucraniano con sede en Kiev, fundado en abril de 2008, propiedad de Ubisoft desde su fundación. Se les conoce por portear a distintas plataformas varios juegos reconocidos de Ubisoft, como Assassin's Creed II y Tom Clancy's Splinter Cell: Conviction, además de colaborar en el desarrollo de reconocidas franquicias y videojuegos, como Assassin's Creed, Trials y Far Cry.

## Historia
El estudio se anunció oficialmente en un comunicado de prensa el 29 de abril de 2008 como Ubisoft Kiev, cooperando inicialmente con Ubisoft Bucharest en el desarrollo de Tom Clancy's H.A.W.X. para Microsoft Windows, para luego pasar al desarrollo independiente de videojuegos y servir como apoyo a otros estudios de Ubisoft.
En octubre de 2010, el estudio porteo Assassin's Creed II para MacOS. El título de acción-aventura y sigilo perteneciente a la serie Assassin's Creed fue lanzado originalmente en noviembre de 2009 por Ubisoft Montreal para Microsoft Windows, PlayStation 3 y Xbox 360. Recibió una puntuación de 91/100 en Metacritic, y una puntuación de 9.2/10 en IGN.
En febrero de 2011, el estudio porteo Tom Clancy's Splinter Cell: Conviction para MacOS. El título de acción-aventura y sigilo perteneciente a la serie Tom Clancy's Splinter Cell fue lanzado originalmente para Microsoft Windows, Xbox 360, OnLive, IOS, Android, y posteriormente Windows Phone. Recibió una puntuación de 85/100 en Metacritic, y una puntuación de 91% "excelente" en Hobby Consolas.
En julio de 2011, el estudio porteo Assassin's Creed: Brotherhood para MacOS. El título fue lanzado originalmente en noviembre de 2010 por Ubisoft Montreal para Microsoft Windows y consolas de séptima y octava generación. Recibió una puntuación de 90/100 en Metacritic, una puntuación de 9.1/10 en Vandal, y de 8/10 en IGN.
A finales de 2011, el estudio porteo From Dust, Driver: San Francisco y Assassin's Creed: Revelations para Microsoft Windows. Los títulos fueron bien recibidos por la crítica, y para este punto el estudio ya había aumentado considerablemente su número de empleados y se había posicionado como un estudio con gran experiencia de desarrollo en distintas plataformas, por lo que más adelante pasarían al desarrollo conjunto de videojuegos con otros estudios de Ubisoft.
En junio de 2012, el estudio porteo Tom Clancy's Ghost Recon: Future Soldier para Microsoft Windows. El título de disparos táctico en tercera persona perteneciente a la serie Tom Clancy's Ghost Recon recibió una puntuación de 79/100 en Metacritic, y una puntuación de 8.5/10 en IGN.
En noviembre de 2012, el estudio porteo Assassin's Creed III para Microsoft Windows. El título ganó el premio a la mejor animación en un videojuego en los D.I.C.E. Awards, a la elección de los jugadores en los Inside Gaming Awards, recibió una puntuación de 85/100 en Metacritic, y una puntuación de 9.2/10 en IGN.
En octubre de 2013, el estudio colaboró en el desarrollo de la versión de Microsoft Windows de Assassin's Creed IV: Black Flag junto a Ubisoft Montreal y otros 5 estudios de Ubisoft. El título ganó 17 premios de distintas categorías, recibió una puntuación de 88/100 en Metacritic, y una puntuación de 8.5/10 en IGN.
En noviembre de 2014, se lanzó Assassin's Creed: Unity, un juego de acción-aventura y sigilo perteneciente a la serie Assassin's Creed, desarrollado por Ubisoft Montreal, en colaboración de Ubisoft Kiev y otros 10 estudios de Ubisoft. El juego ganó el premio de desempeño sobresaliente en un videojuego en los ACTRA Awards, a la mejor animación de personaje en un videojuego en los Premios Annie, al mejor logro técnico y a la mejor dirección de arte en los NAVGTR Awards. Recibió una puntuación general de 72/100 en Metacritic, y una puntuación de 8.5/10 en IGN.
En noviembre de 2014, el estudio colaboró en el desarrollo de Far Cry 4, un título de la serie Far Cry desarrollado junto a Ubisoft Montreal y otros 4 estudios de Ubisoft. El título ganó el premio al mejor shooter del año en los The Game Awards, incluyendo 3 premios adicionales de distintas categorías, recibió una puntuación de 85/100 en Metacritic, y una puntuación de 9.1/10 en IGN.
En octubre de 2015, se lanzó Assassin's Creed: Syndicate, un juego desarrollado por Ubisoft Quebec, en colaboración con Ubisoft Kiev y otros 9 estudios de Ubisoft. El juego fue nominado en los The Game Awards al mejor juego de acción-aventura, en los Premios WGA al mejor guion y obtuvo 3 nominaciones de distintas categorías en los BAFTA Game Awards, además, recibió una puntuación de 78/100 en Metacritic y una puntuación de 8.7/10 en IGN.
El 1 de diciembre de 2015, se lanzó Tom Clancy's Rainbow Six: Siege, un juego de disparos táctico perteneciente a la serie Tom Clancy's Rainbow Six, desarrollado por Ubisoft Montreal, en colaboración con Ubisoft Kiev y 2 estudios de Ubisoft adicionales. El título es un éxito comercial, con una puntuación de 79/100 en Metacritic y una puntuación de 10/10 en GameSpot. En febrero de 2022 superó los 80 millones de jugadores en todas las plataformas, y el 5 de abril se anunció una versión móvil para Android y IOS, en la cual el estudio también está colaborando con el desarrollo.
En el verano de 2016, se abrió un departamento de control de calidad en Ubisoft Kiev, que según Ubisoft "ha demostrado ser un socio confiable para los estudios de Ubisoft en todo el mundo, y se ha hecho cargo de las pruebas de éxitos de taquilla de fama mundial".
En febrero de 2016, se lanzó Far Cry Primal, un título desarrollado junto a Ubisoft Montreal y otros 2 estudios de Ubisoft. El título recibió una puntuación de 77/100 en Metacritic, y una puntuación de 8.5/10 en IGN. El juego rompió el récord de ventas en febrero, mientras Tom Clancy's The Division, otro juego de Ubisoft, se convertía en uno de los juegos más vendidos de la compañía.
En junio de 2016, se lanzó Trials of the Blood Dragon, un juego de plataformas perteneciente a la serie Trials, basado en la expansión de Far Cry 3, Blood Dragon, desarrollado por RedLynx en colaboración con Ubisoft Kiev. Más tarde, en diciembre de 2016, el estudio, junto a Ubisoft Annecy y otros 2 estudios de Ubisoft, lanzaron Steep, un juego deportivo ambientado en los Alpes. Ambos títulos recibieron opiniones favorables en Metacritic, elogiando la estética de shooter y el humor en Blood Dragon y el mundo abierto y las actividades divertidas en Steep.
En noviembre de 2016, se lanzó Watch Dogs 2, un juego de acción-aventura de mundo abierto, la secuela de su predecesor, Watch Dogs, lanzada en mayo de 2014. El título fue desarrollado por Ubisoft Montreal, en colaboración con Ubisoft Kiev y otros 4 estudios de Ubisoft. El título recibió una puntuación de 82/100 en Metacritic, y una puntuación de 8.3 en IGN.
En marzo de 2018 se lanzó Far Cry 5, un título desarrollado junto a Ubisoft Montreal y otros 4 estudios de Ubisoft. El título ganó el premio al mejor juego de acción del año en los Fun & Serious Game Festival, recibió una puntuación de 82/100 en Metacritic, y una puntuación de 9/10 en GameSpot.
En octubre de 2018, se lanzó Assassin's Creed: Odyssey, un título desarrollado junto a Ubisoft Quebec y otros 3 estudios de Ubisoft. El título ganó el premio al mejor diseño artístico en los Titanium Awards, recibió una puntuación de 87/100 en Metacritic, y una puntuación de 9/10 en IGN.
En febrero de 2019, se lanzó Trials Rising, un título desarrollado junto a RedLynx para Microsoft Windows, PlayStation 4, Xbox One y Nintendo Switch, y el 19 de noviembre del mismo año para Google Stadia. El título recibió una puntuación de 83/100 en Metacritic, fue nominado como mejor juego de carreras en los Game Critics Awards y los D.I.C.E. Awards.
En diciembre de 2019, el estudio dejó de llamarse "Ubisoft Kiev" para pasar a llamarse "Ubisoft Kyiv", adoptando la ortografía ucraniana del nombre de la ciudad de Kiev.
En noviembre de 2020, se lanzó Assassin's Creed: Valhalla, un juego desarrollado por Ubisoft Montreal, en colaboración con Ubisoft Kyiv y otros 13 estudios de Ubisoft. El título fue nominado en la categoría de innovación en accesibilidad y mejor juego de acción-aventura en The Game Awards, como juego sobresaliente en GLAAD Media Awards, y 7 nominaciones para los NAVGTR Awards, incluido el juego del año. Recibió una puntuación de 84/100 en Metacritic, y una puntuación de 9/10 en IGN. El juego superó los récord de ventas y jugadores activos de juegos anteriores de la serie Assassin's Creed, siendo uno de los títulos más rentables en la historia de Ubisoft.
En octubre de 2021, se lanzó Far Cry 6, un juego desarrollado por Ubisoft Toronto en colaboración con Ubisoft Kyiv y otros 10 estudios de Ubisoft. El título ganó el premio al mejor logro gráfico/técnico y a la mejor actuación principal en NAVGTR Awards, además de varias nominaciones adicionales en distintas categorías. Recibió una puntuación de 79/100 en Metacritic y una puntuación de 9/10 en IGN y Hobby Consolas.

## Videojuegos desarrollados
| Año  | Título                                   | Plataformas                                                                                                |
| ---- | ---------------------------------------- | --- |
| 2009 | Tom Clancy's H.A.W.X.                    | Xbox 360, PlayStation 3, Microsoft Windows, IOS, Palm Pre, Android, Symbian, BlackBerry PlayBook           |
| 2009 | Assassin's Creed II                      | PlayStation 3, Xbox 360, Microsoft Windows, MacOS, PlayStation 4, Xbox One, Nintendo Switch                |
| 2010 | Tom Clancy's Splinter Cell: Conviction   | Xbox 360, Microsoft Windows, IOS, OnLive, Android, MacOS, Windows Phone, Bada, Java Micro Edition          |
| 2010 | Assassin's Creed: Brotherhood            | PlayStation 3, Xbox 360, Microsoft Windows, MacOS, PlayStation 4, Xbox One, Nintendo Switch                |
| 2011 | From Dust                                | Microsoft Windows, Xbox 360, PlayStation 3, Google Chrome                                                  |
| 2011 | Driver: San Francisco                    | PlayStation 3, Wii, Xbox 360, Microsoft Windows, MacOS                                                     |
| 2011 | Assassin's Creed: Revelations            | PlayStation 3, Xbox 360, Microsoft Windows, PlayStation 4, Xbox One, Nintendo Switch                       |
| 2012 | Tom Clancy's Ghost Recon: Future Soldier | PlayStation 3, Xbox 360, Microsoft Windows                                                                 |
| 2012 | Assassin's Creed III                     | PlayStation 3, Xbox 360, Wii U, Microsoft Windows, PlayStation 4, Xbox One, Nintendo Switch, Google Stadia |
| 2013 | Assassin's Creed IV: Black Flag          | PlayStation 3, Xbox 360, Wii U, PlayStation 4, Microsoft Windows, Xbox One, Nintendo Switch, Google Stadia |
| 2014 | Trials Fusion                            | Microsoft Windows, PlayStation 4, Xbox 360, Xbox One                                                       |
| 2014 | Assassin's Creed: Unity                  | Microsoft Windows, PlayStation 4, Xbox One, Google Stadia                                                  |
| 2014 | Assassin's Creed: Rogue                  | Microsoft Windows, PlayStation 3, PlayStation 4, Xbox 360, Xbox One, Nintendo Switch, Google Stadia        |
| 2014 | Far Cry 4                                | Microsoft Windows, PlayStation 3, PlayStation 4, Xbox 360, Xbox One                                        |
| 2015 | Assassin's Creed: Syndicate              | Microsoft Windows, PlayStation 4, Xbox One, Google Stadia                                                  |
| 2015 | Tom Clancy's Rainbow Six: Siege          | Microsoft Windows, PlayStation 4, PlayStation 5, Xbox One, Xbox Series X/S, Google Stadia, Amazon Luna     |
| 2016 | Far Cry Primal                           | Microsoft Windows, PlayStation 4, Xbox One, Google Stadia                                                  |
| 2016 | Trials of the Blood Dragon               | Microsoft Windows, PlayStation 4, Xbox One                                                                 |
| 2016 | Watch Dogs 2                             | Microsoft Windows, PlayStation 4, Xbox One, Google Stadia                                                  |
| 2016 | Steep                                    | Microsoft Windows, PlayStation 4, Xbox One                                                                 |
| 2017 | Assassin's Creed: Origins                | Microsoft Windows, PlayStation 4, Xbox One, Google Stadia                                                  |
| 2018 | Far Cry 5                                | Microsoft Windows, PlayStation 4, Xbox One, Google Stadia                                                  |
| 2018 | Assassin's Creed: Odyssey                | Microsoft Windows, PlayStation 4, Xbox One, Nintendo Switch, Google Stadia                                 |
| 2019 | Far Cry New Dawn                         | Microsoft Windows, PlayStation 4, Xbox One, Google Stadia                                                  |
| 2019 | Trials Rising                            | Microsoft Windows, PlayStation 4, Xbox One, Nintendo Switch, Google Stadia                                 |
| 2020 | Watch Dogs: Legion                       | Microsoft Windows, PlayStation 4, PlayStation 5, Xbox One, Xbox Series X/S, Google Stadia, Amazon Luna     |
| 2020 | Assassin's Creed: Valhalla               | Microsoft Windows, PlayStation 4, PlayStation 5, Xbox One, Xbox Series X/S, Google Stadia                  |
| 2021 | Far Cry 6                                | Microsoft Windows, PlayStation 4, PlayStation 5, Xbox One, Xbox Series X/S, Google Stadia, Amazon Luna     |
| TBA  | Tom Clancy's Rainbow Six Mobile          | IOS, Android                                                                                               |